# Bożejewiczki
Bożejewiczki – wieś w Polsce położona w województwie kujawsko-pomorskim, w powiecie żnińskim, w gminie Żnin.
W latach 1950–1998 miejscowość należała do województwa bydgoskiego, wcześniej – do województwa poznańskiego. Według Narodowego Spisu Powszechnego (III 2011 r.) liczyła 539 mieszkańców. Jest trzecią co do wielkości miejscowością gminy Żnin.
| SIMC    | Nazwa                  | Rodzaj    |
| ------- | ---------------------- | --------- |
| 1037117 | Huby Bożejewickie      | część wsi |
| 1037146 | Huby Bożejewiczkowskie | część wsi |
| 0100546 | Nowa Wieś              | część wsi |
| 1037442 | Stara Wieś             | część wsi |

## Historia
Historia wsi sięga swymi początkami XIX wieku. Bożejewiczki były majątkiem liczącym około 323 hektarów, obszaru składającego się z 292 hektarów ziemi ornej, 23 hektarów łąk. Roczny dochód z ziemi wynosił 4091 marek i w XIX wieku były własnością rodziny Romualda i Rozalii Zaleskich. Do Romualda Zaleskiego należał także majątek w sąsiednich Bożejewicach, który wynosił 585 hektarów z czego 490 hektarów stanowiły grunty orne, 18 hektarów łąki, 2 hektary las i 38 hektarów wody. Dochód z ziemi wynosił 5760 marek.
W 1907 roku Bożejewiczki były własnością Stanisława Trzebińskiego. Obszar majątku wynosił 324 hektary, z czego 290 hektarów stanowiła ziemia orna, 24 hektary to łąki oraz 10 hektarów to nieużytki i wody. Około 1920 po śmierci Władysławy Zaleskiej - von Thun majątek kupiony został przez Michała Boguszewicza. W 1926 roku majątek liczył 323 hektary. Michał Boguszewicz pozostał właścicielem majątku aż do roku wybuchu II wojny światowej, czyli roku 1939. Zgodnie ze spisem Wielkopolskiego Związku Ziemian był członkiem w kole Żnin–Szubin. W okresie okupacji niemieckiej w latach 1940-1944 majątek przejęli Niemcy, a w dworku zamieszkiwał hrabia Arved Freiherr von Taube, który był między innymi założycielem Hitlerjugend w Estonii. Po reformie rolnej w 1946r., córki Boguszewicza zostały wysiedlone, a majątek zaczął funkcjonować jako Państwowe Gospodarstwo Rolne. Dworek pochodzi z początków XX wieku. Obecnie jest własnością gminy Żnin. Obok dworku znajdował się pochodzący z XIX wieku park, dzisiaj częściowo zabudowany.
W miejscowości był przystanek kolei wąskotorowej Bożejewiczki.

## Współczesność
Przy drodze prowadzącej przez wieś stoją trzy długie budynki, niegdyś przeznaczone dla robotników pracujących w majątku, czyli tak zwane czworaki. Starsza część wsi podzielona jest na ulice Rolną, Cerekwicką, Dębową i Okrężną. Natomiast bliżej Żnina znajduje się znacznie młodsza część, nazywana potocznie przez mieszkańców osiedlem. Znajduje się na gruntach podzielonych na działki i należących niegdyś do majątku, potem gminy Żnin oraz rodziny Tylki. Budynki wznoszone są tutaj do dziś od niedawna, bo od 1960 roku. W tej części wsi znajdują się ulice Żnińska, Wierzbowa  i Zjazdowa. Przez wieś przepływa struga Karkoszka, która jest dopływem Gąsawki i wyznaczała niegdyś granicę pomiędzy Żninem a Bożejewiczkami.
We wsi znajduje się miasteczko kowbojskie Silverado City, z fortem z wojny secesyjnej, więzieniem, biurem szeryfa, chatą trapera i kowala oraz strzelnicą.

## Urodzeni w Bożejewiczkach
- Stefania Tuchołkowa – polska publicystka, literatka, działaczka narodowa, uczestniczka powstania wielkopolskiego[8].